# Polaroid Corporation
Polaroid Corporation è stata una multinazionale statunitense, fondata nel 1937 da Edwin H. Land e specializzata in fotografia. Nel 2008 la società chiude per bancarotta, e l'eredità viene accolta da un'azienda olandese, The Impossible Project. Nel 2017 The Impossible Project acquisisce la proprietà intellettuale del marchio Polaroid, cambiando denominazione prima in Polaroid Originals e poi semplicemente in Polaroid.

## Storia dell'azienda, brevetti e prodotti

### Filtri polarizzatori

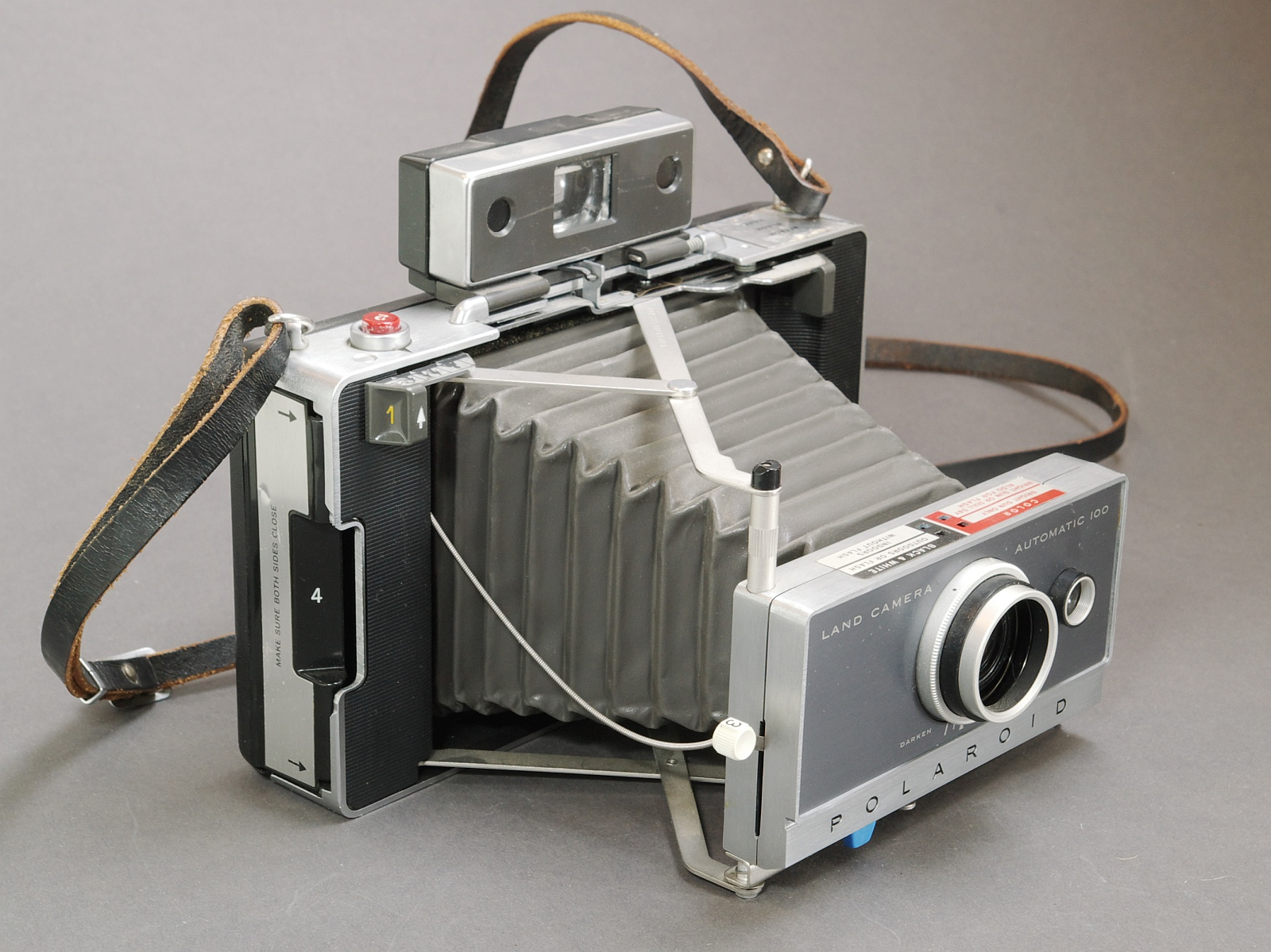
Una fotocamera Polaroid degli anni sessanta.

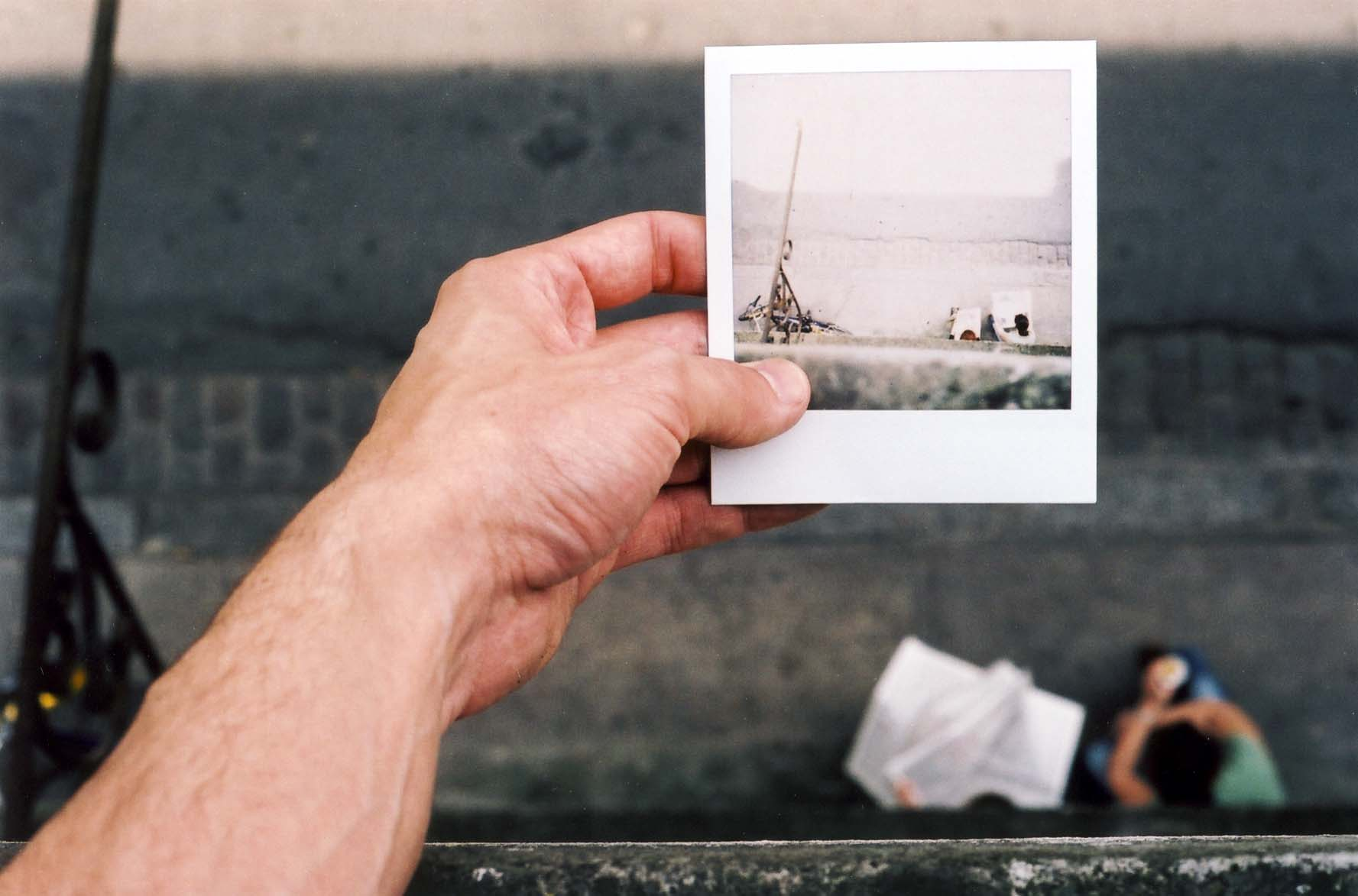
Tipica fotografia istantanea Polaroid.

La Polaroid Corporation in origine ha brevettato e prodotto uno speciale foglio di materiale plastico utilizzato per polarizzare la luce.
Il supporto iniziale, il cui brevetto venne registrato nel 1929 (Brevetto 1918848) e sviluppato successivamente nel 1932 da Edwin H. Land, consiste in una serie di microscopici cristalli di iodiochinina solfato o herapatite immersi in un film polimerico trasparente di nitrocellulosa. Durante il processo di fabbricazione i cristalli aghiformi sono allineati mediante l'applicazione di un campo magnetico. Tale foglio è dicroico: tende ad assorbire la luce polarizzata parallelamente alla direzione dell'allineamento dei cristalli, lasciando passare la luce perpendicolare ad essi. Questo materiale viene pertanto usato come polarizzatore.
Questo materiale conosciuto anche come J-Sheet, (in italiano Foglio-J), venne sostituito e migliorato dall'H-Sheet Polaroid, inventato da Land nel 1938. L'H-sheet è un polimero composto da alcool polivinilico impregnato di iodio. Durante la lavorazione, le catene polimeriche PVA vengono allungate come un elastico in modo da formare un vettore lineare di molecole. Lo iodio utilizzato come droga si attacca alle molecole di PVA rendendole conduttrici lungo la catena. La luce polarizzata parallelamente alla catena viene assorbita, mentre quella perpendicolare passa attraverso il materiale. Un altro tipo di Polaroid è il polarizzatore K-sheet; consiste di catene allineate di polivinilene. Questo materiale polarizzante è particolarmente resistente all'umidità e al calore.
Tutti i fogli (sheets) Polaroid vengono usati negli schermi a cristalli liquidi, nei microscopi ottici e negli occhiali da sole.
La prima collezione di occhiali da sole Polaroid fu firmata dalla stilista italo-australiana Carla Zampatti negli anni '70. Una raccolta storica degli occhiali da sole si trova presso la Collezione Privata Safilo e, in numero minore, presso il MIT di Boston e il MOMA di New York.

### Pellicole autosviluppanti e fotocamere istantanee
Polaroid è una marca utilizzata per identificare una serie di prodotti della Polaroid Corporation, famosa soprattutto per la macchina fotografica istantanea con pellicole autosviluppanti. 
Negli anni settanta anche la Kodak inizia la produzione di pellicole simili. Tali pellicole autosviluppanti denominate Kodak Instant, a differenza delle Polaroid, erano rettangolari e l'immagine sulla superficie misurava 9 x 6,8 cm. Dopo aver perso una battaglia di brevetti con la Polaroid Corporation, Kodak ha lasciato il business Instant Camera il 9 gennaio 1986.
Un sistema di fotocamere istantanee e pellicole autosviluppanti simile a quello Polaroid è prodotto dalla Fujifilm col marchio Instax.
Nel febbraio del 2008, la Polaroid Corporation ha annunciato la cessazione della produzione di pellicole istantanee.
Nel marzo 2008, ha annunciato il rilancio in produzione entro la fine dell'anno delle nuove Polaroid, grazie a ZINK ("Zero-Ink"), una nuova tecnologia di stampa senza utilizzo d'inchiostro. La fotocamera contiene una piccolissima stampante a colori che opera su una carta fotografica particolare, fatta di pigmenti cristallini che si colorano grazie a un processo termico.
Nel 2010 la cantautrice americana Lady Gaga viene nominata direttrice creativa dell'azienda.

### Le macchine fotografiche istantanee analogiche
La Polaroid Corporation ha creato una vasta serie di macchine fotografiche istantanee con pellicole autosviluppanti, le quali non usano tutte lo stesso tipo di carte sensibili. La maggior parte utilizza pellicole SX-70 o 600. La Polaroid ha smesso di produrre qualsiasi tipo di pellicola analogica, anche se ha sviluppato con Fuji, su modello della instax mini8 della casa nipponica, una macchina fotografica istantanea analogica e le sue relative pellicole (compatibili con il formato Fuji Instax mini8), denominata Polaroid 300.  Le vecchie pellicole prodotte (formato 600, SX-70 e Spectra) sono tuttora reperibili, a prezzi non proprio modici, online. Nuove pellicole sia di tipo SX-70 sia Spectra che 600 vengono prodotte da "The Impossible Project": un team di appassionati che si è cimentato nel riparare alla decisione della Polaroid di smettere la produzione delle pellicole per le fotocamere tradizionali. Costoro inoltre hanno prodotto una fotocamera istantanea analogica denominata Impossible I-1, che utilizza sia pellicole formato 600, sia pellicole specifiche I-type.

### Le macchine fotografiche istantanee digitali
Nell'inverno 2014 viene presentato un dispositivo Android che permette di scattare foto con una fotocamera da 14 MegaPixel, visualizzarle su di un display da 4,5" e di stamparle direttamente con una stampante interna al dispositivo in formato 2" x 3". inoltre è capace di connettersi via wifi e bluetooth, la macchina è stata chiamata Socialmatic; un altro modello è prodotto, di dimensioni più piccole, che si chiama Snap.

### App per smartphone
Nel 2016 Polaroid Corporation ha rilasciato una app per iPhone chiamata Polaroid Swing. Questa app permette di creare dei brevi video a partire da delle foto che possono essere personalizzate e visualizzate nel classico formato Polaroid.
Nel 2016 Polaroid Corporation ha collaborato con Cheerz, una app che offre un servizio di stampa online, alla realizzazione di un prodotto che permette di stampare e ricevere a casa le foto fatte con uno smartphone in un formato che ripropone i materiali e il formato delle originali istantanee.

## Vendita del settore occhiali alla Safilo
Nel 2011 la divisione aziendale che commercializza occhiali con marchio Polaroid è stata venduta al gruppo italiano Safilo.

## Creazione settore e vendita dei tablet
Nel 2013 la Polaroid presenta due nuove proposte nel mercato dei tablet, con il nome di (M) che è il nome della serie dei due device e M7 ed M10 i dispositivi, entrambi dotati di sistema Android.